# International Recording

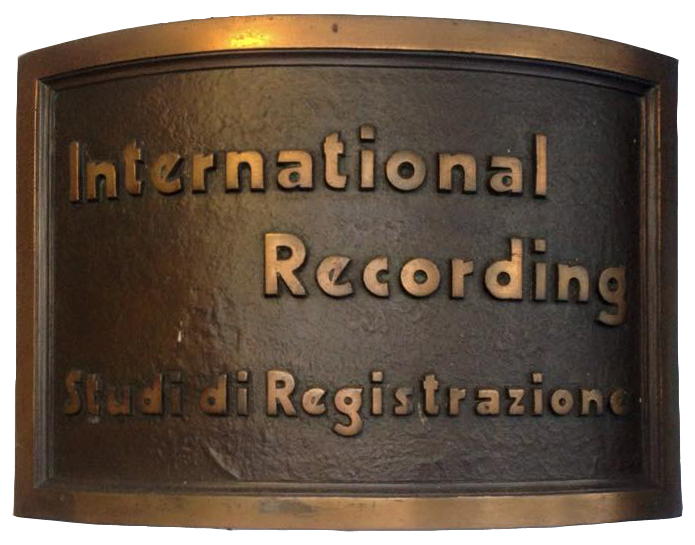
Targa posta all'ingresso dell'International Recording di via Urbana 172 a Roma

La International Recording (ridenominata - dal 2004 alla chiusura -  Technicolor Sound Services) è stata un'azienda con studi e laboratori per le lavorazioni post produzione del sonoro cinematografico e televisivo in Italia.

## Storia
Fu fondata nel 1957 dall'ingegnere italo-americano Giuseppe Antonino Biondo (Santa Ninfa (Trapani) 1899-1988) e da Marjorie J.Caddell, sua moglie. Biondo, emigrato negli Stati Uniti nel 1924, era stato un dipendente della Westinghouse prima e, dal 1927, della RCA (Radio Corporation of America) dove ricoprì diversi ruoli, e dell’Export Corporation della RKO, dove gestì la vendita e la distribuzione di film in Italia, nell’Europa del Sud e nei Balcani. Dopo la guerra era rientrato a Roma, nell'ambito di un progetto statunitense della definizione degli assetti dell'industria culturale italiana. Nel 1947 era divenuto presidente della neonata Telonda International Corporation, distributore unico - in via Aurora, a Roma - dell’RCA in Italia e successivamente presidente della Cineonda. Nel 1951, nella sede di via Milano 49 a Roma fu costituita la RTI, Radio e Televisione Italiana (la futura RCA Italiana), in cui confluì la Cineonda, con il trasferimento in via Caccini. Con il finanziamento del piano Marshall, nella primavera del 1951 Biondo partecipò alla costruzione e fondazione - avvenuta fra il 1952 ed il 1953 - della RCA Italiana, in via Tiburtina, al chilometro 12.
Uscito dalla RCA, per una realtà più piccola come la International Recording, Biondo ed il suo staff scelsero una posizione più centrale, dentro la città, all'interno di un palazzo - all'epoca appena costruito - al numero 172 di via Urbana, una strada senza uscita.
L'idea imprenditoriale era quella di modernizzare le tecnologie della post-produzione cinematografica, puntando ad una lavorazione interamente basata su nastro magnetico.

### L'acquisizione della NIS Film
Nel 1968 l'International Recording acquisisce la NIS Film, altro importante stabilimento romano, ubicato in via Rocca di Papa 8. Dotato di due sale, entrambe con proiettori 70mm, possiede lo schermo cinematografico più grande della capitale. Per questo motivo la sala 1 verrà utilizzata spesso dai grandi registi italiani, in particolare Sergio Leone e Luchino Visconti.
Le sale di via Urbana vedono quindi nella NIS un importante punto di appoggio, che sarà utilizzato a pieno ritmo per oltre 20 anni. La NIS Film sarà infatti ceduta, in funzione dell'ampliamento della struttura originale di via Urbana, nel 1990 per poi essere definitivamente chiusa e smantellata.

### Vendita alla Technicolor: la Technicolor Sound Services
Nel 2004 - dopo un rinnovamento tecnologico, con sostituzione ed aggiunta di nuove apparecchiature, la International Recording è stata acquisita dal gruppo Thomson-Technicolor, con la conferma di Paolo Biondo - figlio del fondatore - nel ruolo di direttore generale. La società francese Technicolor, infatti, era già presente in Italia, a Roma dal 1957, attraverso gli enormi e moderni stabilimenti in via Tiburtina 1138, un’area di circa mq. 21.500,00 vicino all’uscita nº 13 del G.R.A., acquisiti dalla Tecnovideo Tiburtina Spa, e già all'epoca ridenominati Technicolor italiana, passati alla Thomson nel 2001 insieme all'intera dote della Technicolor, al punto che il gruppo avrebbe poi deciso - nel 2011 - di prendere il solo nome della controllata, ridenominandosi quindi Technicolor.
L'acquisizione avviene all'interno di un progetto della casa madre volto ad espandere le tipologie delle proprie attività in Europa attraverso la "Technicolor Creative Services". La International Recording diviene parte della Technicolor Italiana e si rinomina così - dal 2004 - Technicolor Sound Services.

### Chiusura
La Technicolor, fin dal dicembre 2010, inizia un netto ridimensionamento delle attività italiane di via Tiburtina, con procedure di mobilità, cassa integrazione, fino alla cessazione delle attività di stampa e sviluppo su pellicola. Nel 2013, il 25 novembre, con un giro di vite, la holding francese delibera, per il tramite dell'assemblea straordinaria di Technicolor, la messa in liquidazione della società italiana, optando per la cassa integrazione a zero ore in vista della cessazione attività, stabilita al termine dell'anno. Chiudendo ogni realtà nazionale, vengono smantellati a quel punto sia gli stabilimenti originari, in via Tiburtina 1138, che quelli di via Urbana, al 31 dicembre del 2013, in modo da non dover neppure aprire - in Italia - l'anno finanziario 2014.
Mentre "La Grande Bellezza" è l'ultimo film lavorato in via Tiburtina, l'ultimo prodotto completato in via Urbana è il film Lo Hobbit - La desolazione di Smaug (2013), sonorizzato in Dolby Atmos.

## Opere prodotte
Presso questo stabilimento sono stati realizzati migliaia di film e serie televisive, e colonne sonore, al punto che la IR poteva essere considerato uno stabilimento di produzione registrazione completo, oltre che una sala doppiaggio. Fra i molti:
- Nel novembre 1969 i Pink Floyd incisero presso la sala grande dello studio i brani principali della colonna sonora del film Zabriskie Point di Michelangelo Antonioni.

- L'edizione italiana della trilogia di Guerre stellari (1977-1983), quella di Ritorno al futuro e quella de Il signore degli anelli[15], la saga di Harry Potter e di film come Apocalypse Now, Il padrino e Alien venne realizzata all'International Recording.

- La serie televisiva Breaking Bad - Reazioni collaterali è stata doppiata presso questi studi.

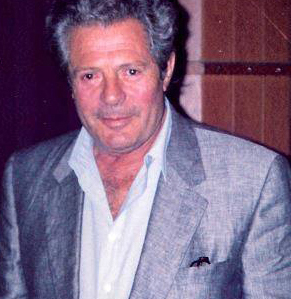
Mastroianni all'International Recording

Dal 1959 alla fine degli anni settanta, vista la necessità delle grandi produzioni americane di avere un appoggio per il doppiaggio in inglese, l'International Recording è frequentata da personaggi come Fred Astaire, Richard Burton, Ava Gardner, Richard Johnson, Elizabeth Taylor, Raquel Welch.
Lo stabilimento è stato frequentato anche dai registi Francois Truffaut, Orson Welles, Akira Kurosawa, John Huston, Billy Wilder, Michelangelo Antonioni, Luchino Visconti, Vincente Minnelli, Robert Altman, Roman Polansky, e Bob Fosse.
Dario Argento ha realizzato qui i suoi film più famosi, che venivano sonorizzati e doppiati sia in lingua inglese che in lingua italiana: Suspiria (1977), Tenebre (1982) e Phenomena (1985).
Anche Federico Fellini e Nino Rota lavoravano spesso nella sala grande dello stabilimento.

Il 24 luglio 1976 Stanley Kubrick scrisse una lettera a Mario Maldesi, direttore del doppiaggio, per complimentarsi rispetto alla post-sincronizzazione delle voci nell'edizione italiana di Barry Lyndon. Maldesi, che a differenza della maggior parte dei direttori del doppiaggio eseguiva personalmente la sincronizzazione dei dialoghi registrati, lavorò all'International Recording. Altri film di Kubrick realizzati da Maldesi all'International Recording sono Shining e Eyes Wide Shut.

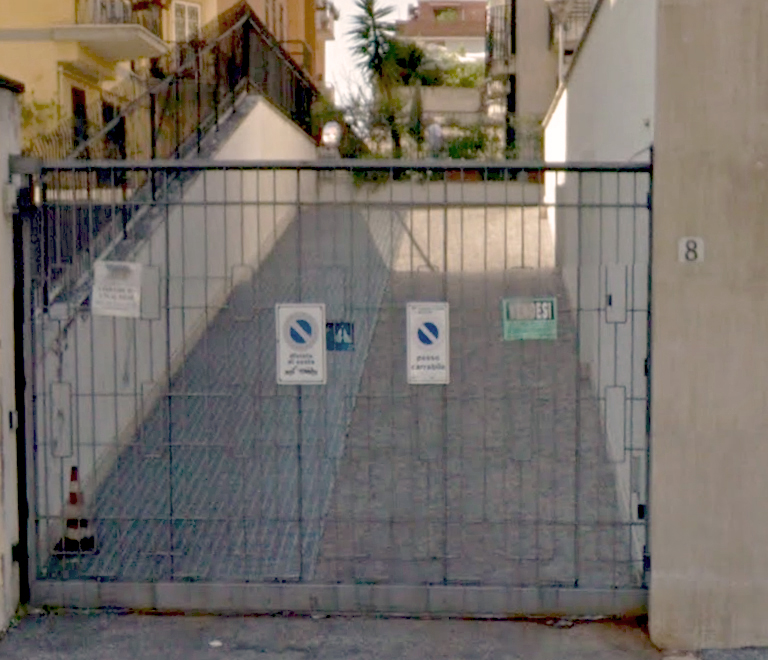
Ingresso della ex-NIS Film a Roma

## Caratteristiche dello stabilimento

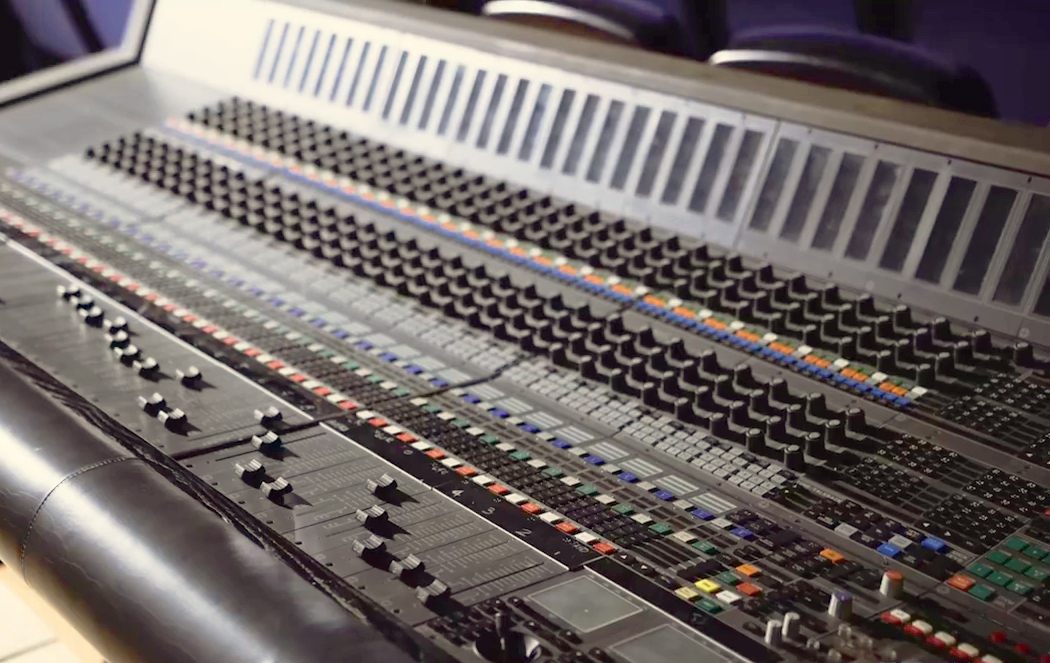
La console della sala mix 1, su cui sono stati lavorati importanti film italiani ed internazionali

Le caratteristiche della struttura sono mutate nel corso degli anni. Mentre l'arredamento delle sale non era stato oggetto di particolari modifiche, con alcune aggiunte in base alle mutate esigenze di chi commissionava i lavori, dal 2004 era stato curato molto il rinnovamento tecnologico, pur mantenendo, dove possibile e meritevole, anche la strumentazione analogica.
Negli ultimi anni la struttura di proprietà della Tecnicolor disponeva di 12 salette di doppiaggio, 5 salette per il montaggio del suono, 6 sale mix (5 cinematografiche, di cui la principale utilizzata anche per anteprime stampa ed eventi, ed una televisiva) e 18 salette di montaggio Avid.
Le sale mix, particolare espressione dell'eccellenza dello stabilimento, erano configurate con processori Dolby, DTS e SDDS, amplificatori Crown e diffusori JBL per un controllo in 6.1 canali surround. Le console di missaggio erano 3 AMS Neve DFC e 3 Digidesign Icon. Il software in uso era Pro Tools, ed ogni sala era dotata di due DAW, una utilizzata per le operazioni di missaggio, l'altra per le operazioni di registrazione su file del lavoro completato. I proiettori erano anche analogici (fra i vari, dei Prevost 35/70mm e Magnatec 35mm).
L'ex International Recording fu tra i primi stabilimenti italiani ad introdurre l'interscambio dei files per le lavorazioni audiovisive attraverso un sistema in fibra ottica con le altre sedi Technicolor nel mondo, lavorando su files scaricati dal server, poi ritrasmessi allo stesso modo. Il sistema tutt'oggi esistente chiamato TPN ("Technicolor Production Network").

## La sede di via Urbana
Dopo la chiusura definitiva della Technicolor Italiana - avvenuta il 31 dicembre 2013 - le due strutture sono state dismesse, rimanendo chiusa per un anno e mezzo. Mentre la fabbrica di via Tiburtina - di proprietà - è stata posta in vendita all'asta, già nel marzo 2015 la sede di via Urbana, i cui locali erano in affitto, ha dovuto essere liberata per la scadenza del contratto; le attrezzature tecniche sono state smontate, asportate e quelle commercialmente valide sono state acquisite dalla Augustus Color.
Dopo la notizia dell'imminente estensione del parcheggio adiacente nella storica sala mix 1, e del rinnovo degli altri locali, per dedicarli ad altre attività, diversi esponenti del cinema italiano, tra i quali i registi Pupi Avati e Ferzan Özpetek e i produttori Riccardo Tozzi, Angelo Barbagallo, Nicola Giuliano e Domenico Procacci hanno pubblicato un appello contro questo avvenimento, affinché di tutto l'immobile, pronto per essere trasformato a spazi di altra destinazione, almeno la sala mix potesse essere risparmiata e utilizzata in linea con il proprio passato. Nel 2019, dopo ampi lavori di ristrutturazione, l'immobile è stato convertito in un hotel a quattro stelle, il The Hive Hotel, la cui proprietà ha realizzato un imponente spazio polifunzionale per meeting ed eventi in quella che era l'ultima sala di mixaggio dell'International Recording.